# Pteris wulaiensis
Pteris wulaiensis är en kantbräkenväxtart som beskrevs av C. M. Kuo. Pteris wulaiensis ingår i släktet Pteris och familjen Pteridaceae. Inga underarter finns listade.